# Прандоцин (Малопольське воєводство)
Прандоцин (пол. Prandocin) — село в Польщі, у гміні Сломники Краківського повіту Малопольського воєводства.
Населення — 765 осіб (2011).
У 1975-1998 роках село належало до Краківського воєводства.

## Демографія
Демографічна структура станом на 31 березня 2011 року:
|          | Загалом | Допрацездатний вік | Працездатний вік | Постпрацездатний вік |
| -------- | ------- | ------------------ | ---------------- | -------------------- |
| Чоловіки | 382     | 78                 | 258              | 46                   |
| Жінки    | 383     | 82                 | 207              | 94                   |
| Разом    | 765     | 160                | 465              | 140                  |